# MTK Budapest FC
O MTK Budapest FC ou MTK, como é conhecido popularmente, é um clube de futebol húngaro com sede em Józsefváros, Budapeste, que disputa atualmente a primeira divisão do Campeonato Húngaro de Futebol (magyar labdarúgó-bajnokság, em húngaro). As cores do clube são azul e branco e é um dos clubes mais bem-sucedidos do futebol húngaro, tendo vencido a campeonato húngaro 23 vezes e a Taça da Hungria em doze ocasiões. O MTK também venceu a Supercopa da Hungria em duas oportunidades. Em 1955, sob o nome de Vörös Lobogó SE, tornou-se na primeira equipa húngara a disputar a Taça dos Campeões Europeus e em 1964 terminou como vice-campeão da Taça dos Vencedores das Taças, após perder a final para o Sporting Clube de Portugal, os seus destaques em competições da UEFA. O MTK fundou a Academia de Futebol Sándor Károly em 2001, que tem um acordo de parceria com o clube inglês Liverpool FC.

## História

### Fundação
Cerca de uma dúzia de cidadãos amantes do esporte decidiram, em 16 de novembro de 1888. em um café em Budapeste. formar o Magyar Testgyakorlók Köre (Círculo de Ativistas de Fitness da Hungria). Alguns de seus membros fundadores eram aristocratas e membros da comunidade judaica da capital. Foram escolhidas como as cores do clube o azul e o branco e contava com 31 membros até o final de seu ano inaugural. Os primeiros quadros do clube ofereciam apenas esgrima e ginástica como atividades esportivas. Como o futebol estava se espalhando por toda a Hungria, o clube estabeleceu sua quadro de futebol em 12 de março de 1901. O primeiro jogo público de futebol dos Azuis foi um empate em 0-0 contra o Budapesti TC, que mais tarde se sagrou bicampeão húngaro em 1901 e 1902. Começou a jogar futebol na segunda divisão em 1902, mas um ano depois o clube teve a chance de ascender à primeira divisão. O primeiro ano trouxe ao clube um 3º lugar e não demorou muito para os Azuis vencerem seu primeiro campeonato, o que aconteceu um ano depois, em 1904.

### Década de 1900
O MTK venceu seu primeiro título do campeonato húngaro na temporada de 1904. Para alcançar o feito, venceu 11 partidas, empatou três vezes e perdeu apenas duas vezes.
O segundo título de liga húngara do MTK foi ganho na temporada 1907-1908. O MTK venceu a liga sem perder nenhuma partida.

### Década de 10
A década de 1910 foi um período de sucesso para o clube, posto que venceu a Liga Húngara cinco vezes. O MTK Budapest terminou em primeiro na temporada 1913-1914. Dos 18 jogos, o MTK conseguiu ganhar 15 e empatou apenas três vezes, terminando invicto mais uma vez.
Na temporada 1916-1917, o MTK terminou em primeiro lugar. O MTK venceu 21 dos 22 jogos e perdeu para o Törekvés SE.< Na temporada seguinte, a 1917-18, o MTK terminou novamente em primeiro. Nesta temporada, o MTK venceu 21 dos 22 jogos e ultrapassou o seu rival Ferencváros. O MTK alcançou o tricampeonato na temporada 1918-1919, ultrapassando o Ferencváros e o Újpest FC.

### Era amadora
O primeiro presidente do clube tornou-se um empreendedor bem-sucedido e seu vice, amigo íntimo deste, se revelou um excelente organizador esportivo. Seu nome era Alfréd Brüll e ele se tornou o lendário e respeitado presidente do clube de 1905 até a década de 1940. Antes da introdução do futebol profissional, o MTK era a equipe húngara mais vitoriosa. Antes da Segunda Guerra Mundial, o time conseguiu ganhar 15 títulos do campeonato húngaro e 7 Copas da Hungria, liderados pelo ás do futebol húngaro à época, o craque György Orth. Durante a era profissional, a equipe não conseguiu repetir o mesmo desempenho, mas ainda ganhou dois campeonatos. Devido à participação de muitos judeus no clube, ele tinha a reputação de ser uma equipe "judaica" no começo dos anos 1930 e 1940, um fenômeno que continua até o presente.

### Era profissional
Em 1949, quando a Hungria se tornou um estado comunista, o MTK foi tomado pela polícia secreta, a ÁVH e posteriormente o clube ficou conhecido como SE Textiles. Eles então se tornaram Bástya SE, depois Vörös Lobogó SE, que significa Flâmula Vermelha ou Bandeira Vermelha e, finalmente, voltaram para MTK. Apesar desta confusão, os anos 50 foram uma época de sucesso para o clube e, com uma equipe treinada por Márton Bukovi e incluindo Péter Palotás, Nándor Hidegkuti, Mihály Lantos e József Zakariás, conquistaram três títulos nacionais, uma Copa da Hungria e uma Mitropa Cup em 1955. Neste mesmo ano, como Vörös Lobogó SE, eles também se tornaram o primeiro time húngaro a disputar uma Copa Europeia. Em 7 de setembro de 1955, no Népstadion, Palotás fez um "hat-trick" ao bater o Anderlecht por 6 a 3 no primeiro jogo da primeiro rodada e assim se tornou o primeiro jogador a fazer três gols em um jogo da Copa europeia.

#### O Time de Ouro
O MTK também desempenhou um papel importante no sucesso do lendário time da Hungria, conhecido como O Time de Ouro. Enquanto o Honvéd forneceu ao time um núcleo de jogadores, foi Márton Bukovi, do MTK, que desenvolveu a vital formação 4-2-4, mais tarde adotada pelo técnico nacional Gusztáv Sebes, ele próprio ex-jogador do MTK. Foi também no MTK que Bukovi, juntamente com Péter Palotás e Nándor Hidegkuti, foram também pioneiros na crucial posição de falso centroavante. Em 1953, Hidegkuti iria explorar essa posição com grande sucesso, já que ele marcou um hat-trick para a Hungria quando venceu a Inglaterra por 6 a 3 no Estádio de Wembley. Além disso, Mihály Lantos e József Zakariás deram aos Poderosos Magiares uma sólida defesa. Durante o início da década de 1950, esses jogadores ajudaram a Hungria a se tornar campeã olímpica em 1952, campeã da Europa Central em 1953, derrotando a Inglaterra duas vezes e chegando à final da Copa do Mundo de 1954.
O MTK absorveu o Vörös Meteor Egyetértés SK após a primeira metade da temporada de 1974-75. O time foi rebaixado para a Segunda Liga duas vezes: na temporada 1980-81, depois de terminar em 17ª e penúltima colocação e na temporada de 1993-94, depois de terminarem em 16º (último).

### Década de 60
Nos anos 60, o MTK Budapest não ganhou títulos do campeonato nacional e apenas uma Copa da Hungria em 1968. Na temporada 1962-63 do Campeonato Húngaro, o MTK terminou na segunda posição, o que resultou em sua participação na Taça das Taças dos Campeões Europeus do ano seguinte.

#### Final da Taça dos Clubes Vencedores de Taças
Na temporada 1963-64 da Taça dos Vencedores das Taças, o MTK de Budapeste chegou à final. Os húngaros bateram o Slavia Sofia na fase preliminar, o FSV Zwickau na primeira eliminatória, Fenerbahçe nas quartas-de-final, o escocês Celtic nas semifinais e perdeu para o Sporting de Portugal na final. após prorrogação. Depois deste sucesso, o MTK Budapest não conseguiu alcançar o pódio no campeonato húngaro nos anos 60. Após este período, só voltou a ser campeão nacional na temporada 1986-87, triunfando ainda nos campeonatos de 1996-97 e 1998-99.

### Anos 2000
O MTK Budapest venceu o campeonato nacional na temporada 2002-03.[carece de fontes?] Por conseguinte, habilitarou-se para entrar na Liga dos Campeões da UEFA de 2003–04. Na segunda pré-eliminatória, o MTK Budapest bateu o HJK Helsinki por 3-2 no resultado agregado da segunda pré-eliminatória. A ida foi vencida em casa pelo MTK por 3-1. A volta foi vencida pelos finlandeses por 1-0. No entanto, na terceira pré-eliminatória, o Celtic da Escócia destruiu os Azuis ao vencer o MTK 5-0 no agregado. O primeiro jogo foi disputado no Estádio Puskás Ferenc e o MTK perdeu para 0-4. Em Glasgow, o Celtic venceu o MTK por 1-0.
Em 2 de julho de 2003, foi anunciado que István Pisont chegaria ao clube de graça. Na mesma semana, o MTK assinou com o rebaixado Sándor Torghelle, do Honvéd. O MTK Budapest ganhou o troféu da SuperTaça da Hungria depois de vencer o rival Ferencváros na final por 2-0.
O MTK Budapest venceu o campeonato húngaro pela última vez na temporada 2007-08.

### Década de 2010
Na temporada 2010-2011 do campeonato húngaro, o MTK Budapest terminou em 15º, o que resultou em seu rebaixamento. Na temporada 2011-12, o MTK Budapest terminou em primeiro na segundona e foi promovido de volta à primeira divisão. Além disso, na Copa da Hungria de 2011-12, o MTK Budapest chegou à final, sendo derrotado pelo Debrecen, na disputa por pênaltis. Como consequência por chegar à final, o MTK Budapest qualificou-se para a Liga Europa da temporada seguinte.
Na temporada 2014–15, o MTK Budapest terminou em terceiro no campeonato nacional e se classificou para a Liga Europa.[carece de fontes?] Na primeira pré-eliminatória, o MTK de Budapeste empatou (0‑0) com o sérvio FK Vojvodina no Estádio Ferenc Szusza, em Budapeste, a 2 de julho de 2015. No jogo de volta, o MTK foi derrotado pelo Vojvodina por 3-1 no Estádio Karađorđe, em Novi Sad, Sérvia, em 9 de julho de 2015.
No campeonato húngaro de 2015-16, o MTK Budapeste terminou em quarto e se classificou para a Liga Europa.[carece de fontes?] Na primeira rodada da Liga Europa, o MTK Budapest empatou com o cazaque Aqtöbe no Estádio Central, em Aqtöbe, Cazaquistão, a 30 de junho de 2016. Na volta, o MTK Budapest venceu o Aqtöbe por 2-0 no Ménfői út, Győr, em 7 de julho de 2016.
Em 12 de março de 2019, Tamás Lucsánszky foi nomeado treinador do MTK Budapest após o afastamento de Tamás Feczkó. Em entrevista ao clube, Lucsánszky disse que trabalha há 20 anos para conseguir essa oportunidade. Ele também admitiu que é torcedor do MTK. O seu jogo de estreia terminou com uma derrota por 3-2 frente ao Puskás Akadémia FC, na Pancho Aréna, na 25ª rodada da temporada 2018-19.
O MTK terminou em 11º (penúltimo) na temporada 2018–19 do campeonato húngaro, sendo assim rebaixado para a segunda divisão de 2019-20.

## Títulos

### Nacionais
- Campeonato Húngaro: 23

(1904, 1908, 1914, 1917/1918/1919/1920/1921/1922/1923/1924/1925, 1929, 1936/1937, 1951, 1953, 1958, 1987, 1997, 1999, 2003 e 2008).
Campeão da Segunda Divisão 2017\2018
- Vice-Campeonato Húngaro: 20

(1910/1911/1912/1913, 1926, 1928, 1931, 1933, 1940, 1949/1950, 1952, 1954/1955, 1957, 1959, 1963, 1990, 2000 e 2007).
- Copa da Hungria: 12

(1910/1911/1912, 1914, 1923, 1925, 1932, 1952, 1968, 1997/1998 e 2000).
- Vice-Campeonato da Copa da Hungria: 2

(1935 e 1976).
- Supercopa da Hungria: 3

(1997, 2003 e 2008).
- Vice-campeonato da Supercopa da Hungria: 1

(1959).

### Campanhas de destaque
- Vice campeão da Recopa Europeia: 1

(Temporada 1963/64).